# Silgueiros (Portugal)
Silgueiros es una freguesia portuguesa del concelho de Viseu, con 36,86 km² de superficie y 3.590 habitantes (2001). Su densidad de población es de 97,4 hab/km².